# Strymon lucena
Strymon lucena is een vlinder uit de familie van de Lycaenidae. De wetenschappelijke naam van de soort werd als Thecla lucena in 1868 gepubliceerd door William Chapman Hewitson.

## Synoniemen
- Thecla legota Hewitson, 1877
- Thecla canitus Druce, 1907
- Strymon ochraceus Johnson & Salazar, 1993
- Strymon specialus Johnson, Eisele & MacPherson, 1997
- Strymon baricharensis Le Crom & Johnson, 1997